# Bellyache
"Bellyache" é uma canção da cantora americana Billie Eilish. A canção foi lançada em 24 de fevereiro de 2017, pela Darkroom e Interscope Records. Foi escrito por Billie Eilish e Finneas O'Connell, com produção de O'Connell. "Bellyache" é uma faixa electropop. Liricamente, a canção é escrita sobre um assassino psicopata e foi inspirada em "Garbage" de Tyler, the Creator. O Remix foi lançado em 5 de maio de 2017.
A canção foi certificada como platina pela RIAA.

## Antecedentes e composição
"Bellyache" é uma música electropop de tempo médio com influências de R&B, hip hop, música latina e deep house. De acordo com as partituras publicadas no Musicnotes.com pelo Universal Music Publishing Group, a música é composta na clave de Mi menor, a um ritmo moderado de 100 batidas por minuto e uma faixa vocal de E3 a B4. Os versos da música apresentam um violão, enquanto o refrão é principalmente baseado em sintetizadores.
De acordo com Eilish, as letras da música foram escritas de uma perspectiva inteiramente ficcional sobre um psicopata que mata aqueles que estão perto dele, incluindo seus amigos e amante, mas sente remorso por isso. Ela disse que, de maneira mais geral, a música é sobre "o conceito de culpa". Em uma entrevista à Teen Vogue, Eilish afirmou que "Garbage", de Tyler, the Creator foi a maior inspiração para a música. A letra da música também faz referência ao filme V de Vingança.

## Recepção crítica
"Bellyache" recebeu críticas positivas dos críticos. Mike Wass, do Idolator, chamou de "hino sinistro que positivamente detém fúria e frustração". Jason Lipshutz da Billboard disse que 'ela embrulhou as letras macabras em torno de um gancho pré-refrão deliciosi e um padrão acústico constante que, eventualmente, dá lugar a uma bateria eletrônica escaldante'. Estelle Tang, da Elle, classificou-a de "boba por más decisões". Jacob Moore, da Pigeons & Planes, afirmou que a música "mostra uma vantagem intrigante, o que se deve em grande parte ao fato de ser uma música sobre assassinato".

## Vídeo musical
O videoclipe, dirigido por Miles e AJ, foi lançado em 22 de março de 2017. Nele, Eilish, vestida com um "conjunto todo amarelo", caminhando por uma longa e vazia estrada deserta, arrastando um carroça vermelha cheia de sacolas, que ela finalmente revela estar cheia de dinheiro e carregando uma flor amarela. Ao longo do vídeo, ela joga notas de dólar no ar e dança ao longo da estrada. O vídeo termina com ela sendo parada por um policial comendo um donut e girando um bastão enquanto ela joga a flor no chão.
O vídeo da música já tinha mais de 250 milhões de visualizações no YouTube até agosto de 2019.

### Recepção crítica
Mike Wass do Idolator afirmou que 'ela parece adequadamente chateada, mas há humor negro em jogo aqui na justaposição de cores brilhantes e emoções de breu. Gosto particularmente da pequena pausa de dança'. Jacob Moore, da Pigeons & Planes, disse que o vídeo é "brilhante, travesso e cativante".

## Desempenho nas tabelas musicais

### Tabelas semanais
| Tabela musical (2018—19)                        | Melhor posição |
| ----------------------------------------------- | -------------- |
| Austrália (ARIA Charts)                         | 66             |
| Canadá (Canadian Hot 100)                       | 65             |
| Coreia do Sul (Goan)                            | 197            |
| Escócia (OCC)                                   | 89             |
| Eslováquia (IFPI Slovenská Republika)           | 85             |
| Estados Unidos (Bubbling Under Hot 100 Singles) | 3              |
| Grécia (Greece Digital Songs)                   | 54             |
| Irlanda (IRMA)                                  | 39             |
| Letônia (Latvijas Radio)                        | 48             |
| Lituânia (AGATA)                                | 26             |
| Países Baixos (Single Top 100)                  | 59             |
| Portugal (AFP)                                  | 69             |
| Reino Unido (UK Singles Chart)                  | 79             |
| Suécia (Sverigetopplistan)                      | 1              |

| Tabela musical (2019)                           | Posição |
| ----------------------------------------------- | ------- |
| Estados Unidos (Alternative Digital Song Sales) | 23      |

## Vendas e certificações
| Região | Certificação | Vendas     |
| --- | ------------ | ---------- |
| Austrália (ARIA)                                                                                            | 2× Platina   | 140,000^   |
| Canadá (Music Canada)                                                                                       | Platina      | 80,000‡    |
| Dinamarca (IFPI Dinamarca)                                                                                  | Ouro         | 45,000^    |
| Estados Unidos (RIAA)                                                                                       | 2× Platina   | 2,000,000‡ |
| Reino Unido (BPI)                                                                                           | Ouro         | 400,000‡   |
| ^distribuições baseadas apenas na certificação ‡vendas+valores de streaming baseados apenas na certificação |              |            |